# Kirkham, North Yorkshire
Kirkham är en by i civil parish Westow, i kommunen North Yorkshire, i grevskapet North Yorkshire, i England. Byn är belägen 8 km från Malton. Kirkham var en civil parish 1866–1935 när blev den en del av Firby. Civil parish hade 31 invånare år 1931. Byn nämndes i Domedagsboken (Domesday Book) år 1086, och kallades då Chercam/Chercan/Chirchan.